# 乳井建清
乳井 建清（にゅうい たけきよ）は、戦国時代から安土桃山時代にかけての武将。津軽氏の家臣。

## 生涯
陸奥国乳井福王寺の別当・乳井玄蕃（覚恩房）の子として誕生。
父・玄蕃は乳井薬師堂の乳井城の館主であり、周辺に武威を振るって近隣の有力大名南部氏とも対立し、その威風ある態度から「沙門大名」と呼ばれた。しかし永禄8年（1565年）6月5日、南部家に属する大光寺城主・滝本重行の手によって路上で暗殺。建清は若年であったため、仇討ちを自重していたが、その間に重行によって抑えとして高畑城を築かれてしまい劣勢に陥った。
家督後継問題で南部家中の統制が乱れた元亀元年（1571年）、南部氏の石川高信配下である大浦為信（津軽為信）が石川城を急襲し、主・高信を討ち独立するという事件が起きた。建清もこれに乗じて弔い合戦の兵を挙げた。まず、高畑城を急襲し、重行の家臣で城主・平岡盛影を討ち取り、自ら高畑城主となった。その後、建清は為信に臣従し、津軽統一に貢献することになる。同年8月、南部信直は為信を討とうと勢田石隠岐守に兵を預け、高畑城を攻めさせた。しかし、建清は板垣信成と共に善戦し、兼平綱則率いる150人の援軍が駆けつけると、合力して南部軍を撃破した。そして天正3年（1575年）11月11日には、為信に従軍して大光寺城を落とし、仇敵である滝本重行の津軽駆逐に成功した。
天正7年（1579年）7月、出羽国の大名・安東愛季の命により、比内地方の比山六郎・七郎兄弟が旧領奪還と為信討伐のため挙兵、平賀郡へ侵攻してきた。比山軍には知将・北畠顕則や、仇敵・滝本重行も加わり、その兵数は1000を超えた。比山軍は乳井茶臼館や乳井城を攻めた。このとき建清は大浦城にあり、留守であったために、両拠点とも呆気なく落城した。その後、比山軍は勢いに乗り沖館城を攻めるが失敗し、乳井臼井館まで引き返し、そこに立て篭もる。これに対し、為信は兵を集め、反撃を開始。建清もこれに従う。両軍は、平川の支流である六羽川流域にて衝突し、激戦となった。一時比山勢は大浦本陣まで迫り、為信を討ち取る勢いを見せたが、建清らの奮戦によって大浦軍は戦線を押し返し、遂には総大将である六郎を討ち取る。これを聞いた比山勢は壊乱、滝本らは南部に逐電した。こうして大浦勢は勝利を得た（六羽川合戦）。
天正10年（1582年）、建清は仇敵・滝本重行が居城としていた大光寺城の城主に任じられる。かくして父・玄蕃が暗殺されてから始まった乳井・滝本家の抗争は、乳井家の勝利に終わった。
天正12年（1584年）8月、死去。子孫は弘前藩士として続き、乳井貢（実名は建富、建福とも）などを輩出した。